# Au-yeong Pak Kuan
Au-yeong Pak Kuan (en chino tradicional, 歐陽伯鈞; en chino simplificado, 欧阳伯钧, Singapur; 24 de agosto de 1960) es un exfutbolista de Singapur que jugaba en las posiciones de defensa, centrocampista y delantero.

## Carrera

### Club
| Periodo   | Club           |
| --------- | -------------- |
| 1979–1981 | SAFSA          |
| 1982–1984 | Changi CSC     |
| 1988-1989 | Singapore FA   |
| 1989–1990 | Jurong Town FC |

### Selección nacional
Jugó para Singapur de 1979 a 1989 con la que anotó 16 goles en 80 partidos, jugó la Copa Asiática 1984, tres eliminatorias a la Copa Mundial de Fútbol, dos clasificaciones a Juegos Olímpicos y cuatro apariciones en los Juegos del Sudeste Asiático.

## Tras el retiro
Al retirarse del fútbol, Au Yeong pasó a trabajar con la compañía Pepperl+Fuchs Systems BV, que más tarde pasaría a llamarse Honeywell Safety Management System BV. Entre 1991 y 2013 Au Yeong estuvo en varias sucursales de Honeywell. Vive y trabaja en Países Bajos y Austria en varios puestos de gerencia general y en posiciones directivas. Después de más de 25 años con Honeywell, Au Yeong se unió a Tridonic GmbH, una compañía hermana de Zumtobel Group en Dornbirn, Austria. Él está con Tridonic GmbH desde 2013.

## Reconocimientos
Cuando formaba parte de la selección nacional de fútbol fue premiado como el Equipo del Año por el Consejo Olímpico Nacional de Singapur en 1980. En 1985 fue nominado por la Asociación de Fútbol de Singapur y por el Singapore National Olympic Council's para el premio al mérito deportivo.

## Vida personal
Au Yeong se casó con Karin Hörburger, una austriaca de Bregenzerwald, Vorarlberg cuando trabajaba en la Austrian High Commission en Singapur. Luego de que Karin arrivara a Singapur por un asunto extranjero en febrero de 1990, se casarían en noviembre de 1991. tienen dos hijos, Alexander y Daniel y una hija, Serena. La familia migró a Vorarlberg, Austria en 2009.